# Alertez la Terre
Alertez la terre (titre original : Give Warning To the World) est un roman de science-fiction de l'écrivain britannique John Brunner paru en 1974.